# Estação Salto
A Estação de Salto é a antiga estação ferroviária central do município de Salto, localizado no interior do estado de São Paulo.
Fez parte da Linha Tronco da Companhia Ituana de Estradas de Ferro e do Ramal de Campinas da E.F. Sorocabana.
Atualmente ela funciona aos finais de semana como estação de trens turísticos.

## História
A estação foi inaugurada em 2 de abril de 1873, sendo uma das primeiras da Companhia Ituana de Estradas de Ferro, em sua linha tronco.
Passou a ser administrada pela E.F. Sorocabana, após a fusão entre esta e a Companhia Ituana em 1892. Em 1914, a linha deixou de ser tronco, tornando-se o Ramal de Campinas da Sorocabana.
Teve, até a década de 1950, alto volume de cargas passando por suas linhas, embarcando e desembarcando na estação, especialmente matérias primas para as indústrias da região e produtos agrícolas produzidos nos arredores.
Recebeu passageiros até 1976 e carga até 1985, quando foi desativada em virtude da inauguração da retificação do trecho Salto-Pimenta-Itu, parte da Variante Boa Vista-Guaianã. Seus trilhos foram então arrancados e o prédio, abandonado pela ferrovia. Foi utilizado como escola e como sede de uma cooperativa, antes de começarem as obras para o trem turístico.
Em 2008, foi iniciada a reconstrução do trecho Itu-Salto da antiga Companhia Ituana, a fim de torná-lo leito de um novo trem turístico, denominado Trem Republicano. Após mais de quinze anos de obras, realizadas pelas prefeituras de Itu e Salto, com apoio do DNIT, o trem turístico foi inaugurado em 19 de dezembro de 2020, sendo operado desde então pela Serra Verde Express.
Em 24 de setembro de 2021, a Serra Verde Express inaugurou um restaurante, denominado "Stazione", dentro da estação.